# ニコラセタム
ニコラセタム(Nicoracetam)は、ラセタム系のスマートドラッグである。アニラセタムと構造が類似しているが、アニラセタムのベンゼン環の位置にピリジン環がある点が異なる。
現在、動物に対する効果を研究した論文はない。